# Горбунов Євген Іванович
Євген Іванович Горбунов (нар. 1924, СРСР — пом. 7 серпня 2001, Одеса, Україна) — радянський український футболіст і тренер, виступав на позиції нападника.

## Кар'єра гравця
У 1946 році розпочав футбольну кар'єру в дублі київського «Динамо», за який провів 10 поєдинків. Потім проходив військову службу в армійському клубі МВО (Москва), звідки був запрошений до ЦБЧА (Москва). Зіграв 1 матч і перейшов до ВМС (Москва), який незабаром переїхав у Ленінград. У 1853 році отримав запрошення від одеського «Металурга» (згодом змінив назву на «Харчовик»), в якому 1956 року завершив кар'єру.

## Тренерська діяльність
Тренерську діяльність розпочав по завершенні ігрової кар'єри. Після завершення навчання в 1958 році приєднався до тренерського штабу одеського «Чорноморця». До липня 1961 року очолював тренерський штаб луцької «Волині». У 1963 році допомагав Всеволоду Боброву тренувати одеські клуби. У 1965 році допомагав тренувати ізмаїльський «Дунаєць» та очолював майкопський «Урожай», а в 1966 році допомагав тренувати одеський «Автомобіліст». Згодом деякий час працював у спортивній школі одеського «Чорноморця».
7 серпня 2001 року помер в Одесі у віці 77 років.